# Pizzicato-Polka
Ne doit pas être confondu avec Neue Pizzicato-Polka.
Pizzicato-Polka (Polka en pizzicato) est une polka co-composée par les frères Johann et Josef Strauss. Elle est créée le 24 juin 1869 à Pavlovsk, en Russie.

## Histoire
La polka est créée lors d'un voyage en Russie des deux frères Strauss à l'été 1869. L'œuvre est très bien accueillie par le public lors de la première. Elle jouée pour la première fois à Vienne le 14 novembre 1869 sous la direction de Josef dans la Sofiensaal. Cette polka est très populaire et est souvent interprétée. 

## Durée
Sa durée d'exécution est d'environ 3 minutes. Elle peut varier selon l'interprétation musicale du chef d'orchestre. 

## Interprétations notables
La pièce est jouée lors du célèbre concert du nouvel an à Vienne les années suivantes :  
- 1940, 1941, 1942, 1943, 1945, 1948, 1951, 1952 et 1953 : sous la direction de Clement Kraus ;
- 1946 et 1947 : sous la direction de Josef Krips ;
- 1957, 1959, 1961, 1963, 1965, 1967, 1968, 1970, 1972, 1974 et 1979 : sous la direction de Willi Boskovsky ;
- 1981 et 2005 : sous la direction de Lorin Maazel ;
- 1987 : sous la direction de Herbert von Karajan ;
- 1989 : sous la direction de Carlos Kleiber ;
- 1993 : sous la direction de Riccardo Muti ;
- 2012 : sous la direction de Mariss Jansons.